# (32268) 2000 PX1
2000 PX1 (asteroide 32268) é um asteroide da cintura principal. Possui uma excentricidade de 0.09016150 e uma inclinação de 10.03945º.
Este asteroide foi descoberto no dia 1 de agosto de 2000 por LINEAR em Socorro.